# جواو مانويل (قسيس)
جواو مانويل (بالبرتغالية: João Manuel de Portugal e Vilhena‏) هو قسيس برتغالي، ولد في 1416 في لشبونة في البرتغال، وتوفي في 1 ديسمبر 1476.